# گونیو (مجارستان)
گونیو (به مجاری:  Gönyű) یک شهرداری در مجارستان است که در ناحیه دیور واقع شده‌است. گونیو ۲۱٫۶۹ کیلومتر مربع مساحت و ۳٬۱۰۹ نفر جمعیت دارد.